# Dorfkirche Großfalka

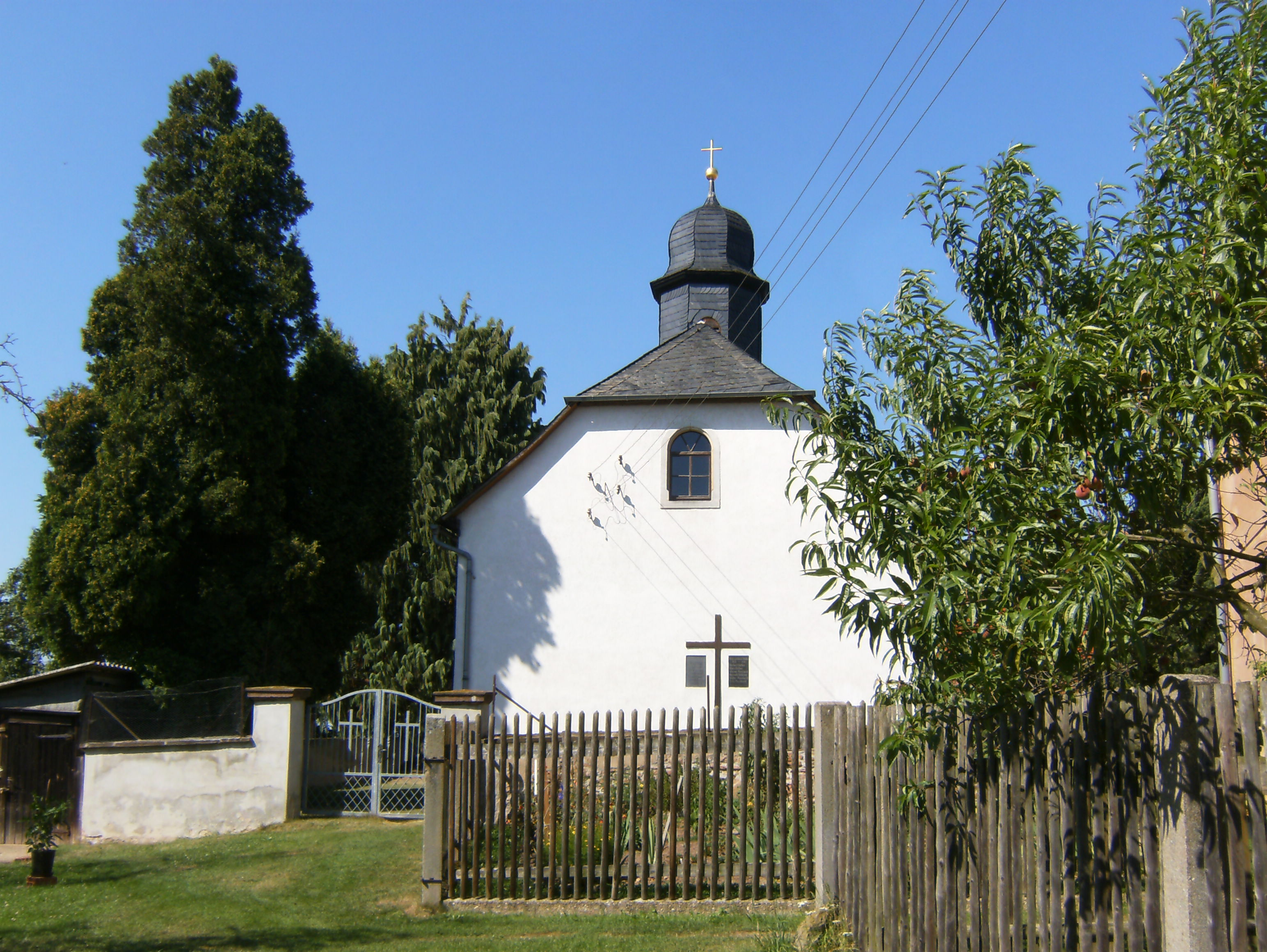
Die Kirche

Die evangelische Dorfkirche Großfalka steht in der Ortschaft Großfalka in dem Ortsteil Falka der Stadt Gera in Thüringen. Sie gehört zur Kirchengemeinde Wünschendorf im Kirchenkreis Gera der Evangelischen Kirche in Mitteldeutschland.

## Geschichte
Diese Kirche wurde aus einer in dem 13. Jahrhundert bestehenden Kapelle durch Um- und Anbauten aus heimischen Sandsteinen errichtet. Ein Beispiel dazu ist auch der aufgesetzte Dachreiter.
1997 wurde die Innen- und Außenrenovierung einschließlich Dacherneuerung abgeschlossen.